# Clara Guthrie d'Arcis
Clara Guthrie d'Arcis (New Orleans, 22 februari 1879 - Genève, 12 mei 1937) was een Amerikaans-Zwitserse feministe en pacifiste.

## Biografie

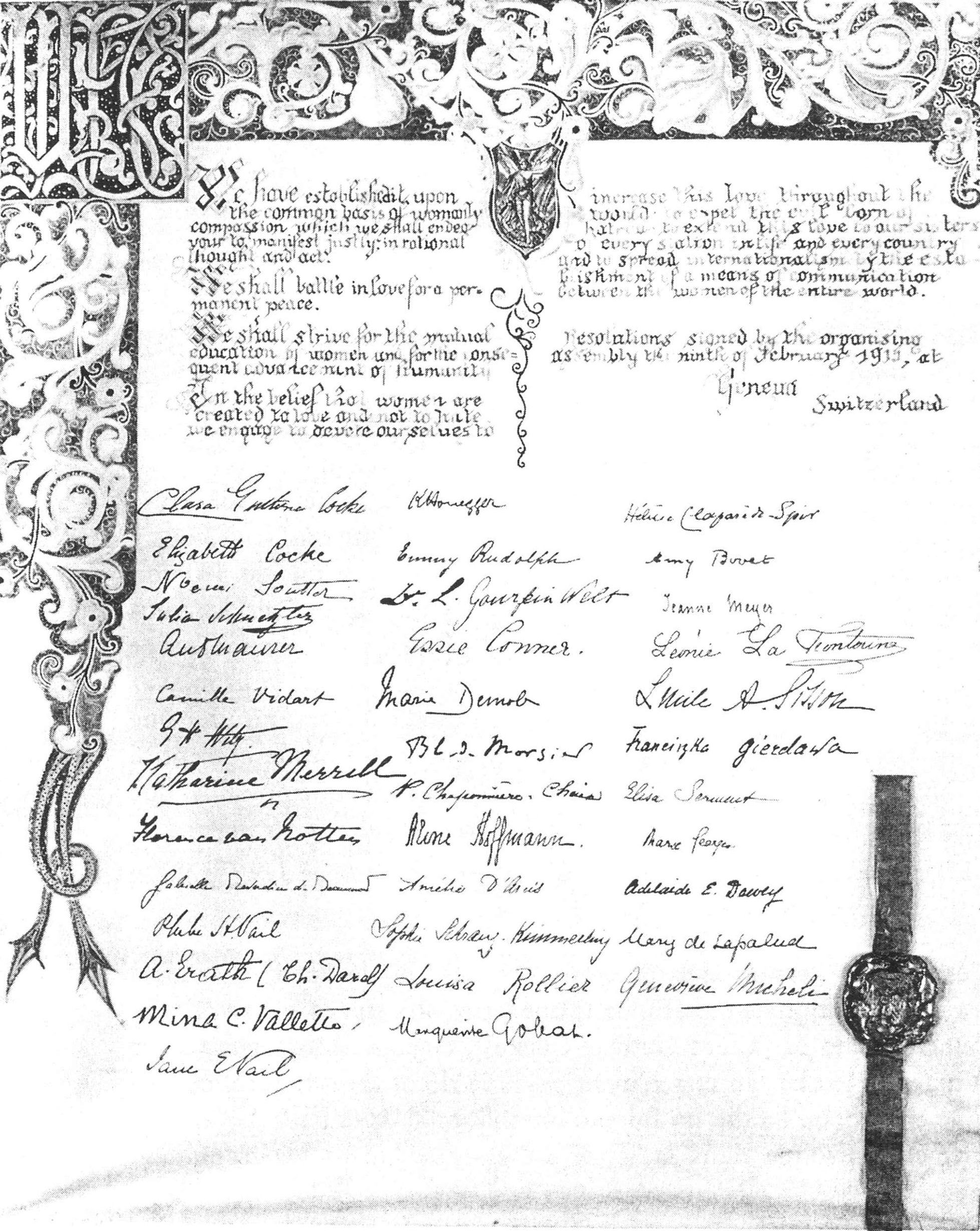
Oprichtingsakte van de World Union of Women for International Concord, ondertekend in Genève in 1915.

Clara Guthrie d'Arcis was een dochter van James Guthrie en van Clara Cocke en stamde af van een familie van plantagehouders. In 1916 huwde ze de Zwitser Ludovic d'Arcis.
Via haar grootmoeder kwam Guthrie d'Arcis in contact met de vrouwenbeweging in de Verenigde Staten. Nadat ze zich in Genève vestigde en er handelaarster werd, sloot ze zich aan bij diverse vrouwenorganisaties. In 1915, tijdens de Eerste Wereldoorlog, richtte ze samen met 36 andere vrouwen uit diverse landen, waaronder Marguerite Gobat en Camille Vidart, de World Union of Women for International Concord op, die vrede hoopte te brengen in de wereld door onderwijs en verdraagzaamheid. Tot haar overlijden in 1937 was ze de eerste voorzitster van deze organisatie. Tijdens het Interbellum zette ze zich in voor de ontwapening. Tijdens haar reizen in de Verenigde Staten bepleitte ze de ontwapening en vrijhandel.
Guthrie d'Arcis overleed in Genève in mei 1937, nadat ze in maart nog een operatie had ondergaan in New York.
- Gemeinsame Normdatei: 126125260
- Historisch woordenboek van Zwitserland: 009324
- Système universitaire de documentation: 243986726
- Virtual International Authority File: 15753505
- WorldCat: E39PBJbM88384FMxYHqG8dHV4q